# Кампо дей Фиори
Кампо дей Фиори (Campo de' Fiori; букв. „Поле на цветята“) е правоъгълен площад в центъра на Рим, на половината път между пиаца Навона и Палацо Фарнезе. Това е площадът, на който Инквизицията изгаря Джордано Бруно.
През Средновековието тази земя е владение на семейство Орсини и до 15 век остава незастроена. Въпреки че Браманте издига в този квартал величествения Палацо дела Канчелерия, застрояването на площада се отличава с безпорядък. В наши дни площадът продължава да се използва за пазар.
За факта, че на Кампо деи Фиори дълго време са се устройвали публични екзекузии, напомня паметникът на Джордано Бруно (1887 г.): философът е изгорен точно на този площад.